# Ilhas Cayman nos Jogos Olímpicos de Verão de 2020
As Ilhas Cayman deverá competir nos Jogos Olímpicos de Verão de 2020 em Tóquio. Originalmente programados para ocorrerem de 24 de julho a 9 de agosto de 2020, os Jogos foram adiados para 23 de julho a 8 de agosto de 2021, por causa da pandemia COVID-19. Será a 11ª participação da nação nos Jogos Olímpicos de Verão. 

## Competidores
Abaixo está a lista do número de competidores nos Jogos.
| Esporte   | Masculino | Feminino | Total |
| --------- | --------- | -------- | ----- |
| Atletismo | 1         | 1        | 2     |
| Ginástica | 0         | 1        | 1     |
| Natação   | 1         | 1        | 2     |
| Total     | 2         | 3        | 5     |

## Atletismo
Atletas das Ilhas Cayman conquistaram marcas de entrada, seja por tempo de qualificação ou por ranking mundial, nos seguintes eventos de pista e campo (até o máximo de 3 atletas em cada evento):
- Nota– As posições para os eventos de pista são em relação à bateria do atleta
- Q = Qualificado para a próxima fase
- q = Qualificado para a próxima fase como o perdedor mais rápido ou, em eventos de campo, pela posição sem atingir o alvo para qualificação
- NR = Recorde nacional
- N/A = Fase não aplicável para o evento
- Bye = Atleta não precisou disputar aquela fase

Eventos de pista e estrada
| Atleta       | Evento          | Eliminatória | Eliminatória | Quartas-de-final | Quartas-de-final | Semifinal | Semifinal | Final     | Final   |
| Atleta       | Evento          | Resultado    | Posição      | Resultado        | Posição          | Resultado | Posição   | Resultado | Posição |
| ------------ | --------------- | ------------ | ------------ | ---------------- | ---------------- | --------- | --------- | --------- | ------- |
| Kemar Hyman  | 100 m masculino | Bye          | Bye          |                  |                  |           |           |           |         |
| Shalysa Wray | 400 m feminino  |              |              | —                | —                |           |           |           |         |

## Ginástica

### Artística
As Ilhas Cayman receberam um convite da Comissão Tripartite para enviar uma ginasta para os Jogos, o que significa a estreia da nação no esporte. 
Feminino
| Atleta       | Evento           | Qualificação | Qualificação | Qualificação | Qualificação | Qualificação  | Qualificação  | Final    | Final    | Final    | Final    | Final         | Final         |
| Atleta       | Evento           | Aparelho     | Aparelho     | Aparelho     | Aparelho     | Classificação | Classificação | Aparelho | Aparelho | Aparelho | Aparelho | Classificação | Classificação |
| Atleta       | Evento           | SC           | BA           | Tr           | So           | Total         | Pos.          | SC       | BA       | Tr       | So       | Total         | Pos.          |
| ------------ | ---------------- | ------------ | ------------ | ------------ | ------------ | ------------- | ------------- | -------- | -------- | -------- | -------- | ------------- | ------------- |
| Raegan Rutty | Individual geral |              |              |              |              |               |               |          |          |          |          |               |               |

## Natação
Brett Fraser qualificou para competir nos Jogos Olímpicos de Verão de 2020.  Jillian Crooks recebeu convite da Comissão Tripartite.
| Atleta         | Evento               | Eliminatória | Eliminatória | Semifinal | Semifinal | Final | Final   |
| Atleta         | Evento               | Tempo        | Posição      | Tempo     | Posição   | Tempo | Posição |
| -------------- | -------------------- | ------------ | ------------ | --------- | --------- | ----- | ------- |
| Brett Fraser   | 50 m livre masculino |              |              |           |           |       |         |
| Jillian Crooks | 100 m livre feminino |              |              |           |           |       |         |